# NGC 5134
NGC 5134 est une galaxie spirale située dans la constellation de la Vierge. Sa vitesse par rapport au fond diffus cosmologique est de 2 061 ± 21 km/s, ce qui correspond à une distance de Hubble de 30,4 ± 2,2 Mpc (∼99,2 millions d'al). NGC 5134 a été découverte par l'astronome germano-britannique William Herschel en 1785.
Les avis diffèrent sur la classification de cette galaxie : spirale barrée pour le professeur Seligman et pour Wolfgang Steinicke, spirale intermédiaire pour la base de données HyperLeda et spirale ordinaire pour la base de données NASA/IPAC. L'image obtenue du relevé Pan-STARRS semble donner raison à base de données NASA/IPAC, car on ne voit même pas le début d'une barre sur celle-ci.
La classe de luminosité de NGC 5134 est II et elle présente une large raie HI. Elle renferme également des régions d'hydrogène ionisé.
À ce jour, une vingtaine de mesures non basées sur le décalage vers le rouge (redshift) donnent une distance de 8,746 ± 5,394 Mpc (∼28,5 millions d'al), ce qui est loin à l'extérieur des valeurs de la distance de Hubble. L'écart-type élevé de cet échantillon provient de deux mesures supérieures à 20 Mpc. En les enlevant, on obtient plutôt une valeur de 7,034 ± 1,029 Mpc (∼22,9 millions d'al). Si on utilisait cette valeur pour calculer le diamètre au lieu de 8,746 Mpc, on obtiendrait un diamètre d'environ 10,4 kpc (∼33 900 al).
Selon Soares et ses collègues, NGC 5134 et IC 4237 forment une paire de galaxies. Cependant, IC 5134 est une galaxie qui est à environ 143 millions années-lumière. Ces deux galaxies constituent donc une paire purement optique.

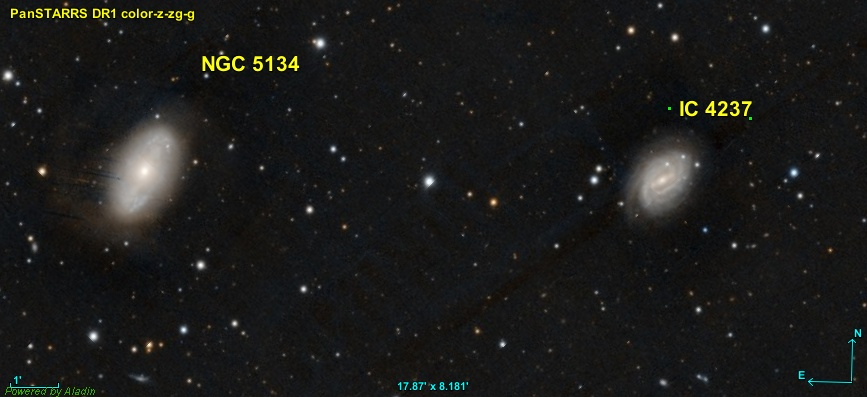
Les galaxies IC 4237 et NGC 5134 sont rapprochées sur la sphère céleste, mais ce rapprochement est dû à un alignement fortuit.

## Groupe de NGC 5084
Selon A.M. Garcia, NGC 5134 fait partie du groupe de NGC 5084 qui compte au moins cinq membres. Les  autres galaxies du NGC 5084, NGC 5087, ESO 576-50 et ESO 576-40.